# Albanees-Venetiaanse Oorlog
De Albanees-Venetiaanse Oorlog van 1447-1448 was een serie veldslagen tussen de Liga van Lezhë, een alliantie van de Albanese vorsten, tegen de Republiek Venetië. De oorlog duurde relatief kort en werd door de Albanezen gewonnen.
De oorlog was het gevolg van een geschil tussen Venetië en de familie Dukagjini over het fort van Dagno (Danjë). Omdat Skanderbeg een bondgenoot van de Dukagjini-familie was, viel hij een aantal Venetiaanse steden aan om de Venetianen onder druk te zetten. Venetië zond een ontzettingsleger, maar dat werd verslagen door Skanderbeg. Kort daarop werd een vrede gesloten waarbij Dagno in handen van Venetië bleef en Venetië jaarlijks 1400 dukaten aan Skanderbeg moest betalen.
Slagen van Arianit (voor Skanderbeg) · Slag van Torvioll · Eerste Slag van Mokra · Slag van Otonetë · Albanees-Venetiaanse Oorlog · Eerste Slag van Oranik · Beleg van Svetigrad · Eerste Beleg van Krujë · Slag van Modrica · Eerste Slag van Meçad · Eerste Slag van Pollog · Beleg van Berat · Tweede Slag van Oranik · Slag van Ujëbardha · Italiaanse expeditie · Eerste Slag van Mokra · Macedonië-veldtocht (Tweede Slag van Mokra, Tweede Slag van Pollog, Slag van Livad) · Slag van Ohrid · Eerste Slag van Vajkal · Derde Slag van Oranik · Ballaban's veldtocht (Tweede Slag van Vajkal, Slag van Kashari) · Slag van Kumaniv · Tweede Beleg van Krujë · Derde Beleg van Krujë · Vierde Beleg van Krujë (na de dood van Skanderbeg)